# Zemsta Manitou
Zemsta Manitou (ang. Revenge of the Manitou) – horror autorstwa  Grahama Mastertona, opublikowany w 1979 r. Druga część cyklu Manitou.
Niepokonany Misquamacus powraca, by dokonać krwawej zemsty. Wcielony w ośmioletniego chłopca zapowiada, że w dniu ciemnych gwiazd odrodzi się dwudziestu dwóch szamanów. 
Z pomocą indiańskich bogów, za każdego Indianina, który kiedykolwiek zginął z rąk białych, szamani zabiją jednego człowieka białej rasy. I znowu przeciwnikiem Misquamacusa jest jasnowidz Harry Erskine…